# Pentapora
A Pentapora a szájfedő nélküliek (Gymnolaemata) osztályának a Cheilostomatida rendjébe, ezen belül a Bitectiporidae családjába tartozó nem.

## Tudnivalók
A Pentapora-fajok tengeri élőlények, melyek szilárd tárgyakhoz tapadva élnek. Két fajuk csak fosszilis állapotban ismert. Vízben sodródó szerves részecskékkel táplálkoznak.

## Rendszerezés
A nembe az alábbi 6 faj tartozik:
- Pentapora americana (Verrill, 1875)
- †Pentapora clipeus Lombardi, Taylor & Cocito, 2010
- Pentapora fascialis (Pallas, 1766)
- Pentapora foliacea (Ellis & Solander, 1786)
- †Pentapora lacryma Lombardi, Taylor & Cocito, 2010
- Pentapora ottomulleriana (Moll, 1803)